# La contraseña
La contraseña (This is my Affair) es una película de Estados Unidos dirigida por William A. Seiter y estrenada en 1937.

## Sinopsis
La contraseña sigue las andanzas de un exoficial de la Marina empleado del presidente McKinley a principios del siglo XX, y de su lucha contra una poderosa organización criminal que ha hecho del atraco a entidades bancarias su principal fuente de financiación. Abnegado y valiente como pocos, el agente se toma tan en serio su trabajo que es capaz de infiltrarse en la organización hasta tal punto que tras morir el presidente víctima de un atentado todas las sospechas recaen en él. Por supuesto, al final prevalecerán la verdad y la justicia, aunque no sin antes forzar hasta el límite la perfidia de los malos de la función, el amor desinteresado que siente la chica hacia el protagonista y el suspense de las horas previas a su ejecución.

## Comentario
Concebida como una película de aventuras de corte policial es un genuino producto de la serie B realizado por un mero artesano desprovisto de cualquier capacidad de elección sobre los proyectos que recibía por encargo. Aun así, La contraseña cuenta con todos los ingredientes de las películas realizadas bajo dos premisas muy claras: rodaje en tiempo récord y presupuesto reducido, si bien se trata de una producción de la 20th Century Fox que se beneficia de la presencia al frente del reparto de dos rostros muy populares en los años treinta, como son los de Robert Taylor y Barbara Stanwyck, sujetos por aquel entonces siete años que dieron lugar al star system.
- Datos: Q3460360